# كفر المنصورة (الغربية)
كفر المنصورة إحدى قرى مركز طنطا التابع لمحافظة الغربية بجمهورية مصر العربية. 

## التاريخ
كان من توابع برما حتى فصل عنها في سنة 1228 هجري. وردت القرية ضمن قرى مركز مليج بمديرية المنوفية في تعداد 1882، وضمن قرى مركز طنطا في تعداد 1897 منذ ذلك الحين.

## التعليم
تصل نسبة الأمية في القرية إلى 39.08% بين من تجاوزوا العاشرة من عمرهم، بينما تصل نسبة من حصلوا على تعليم جامعي إلى 3.27% من جملة السكان.

## السكان
بلغ عدد سكان كفر المنصورة 7411 نسمة حسب تقدير عام 2018.
| السنة  | 1882 | 1897 | 1907 | 1927 | 1947 | 1960 | 1976 | 1986 | 1996 | 2006  | 2018 |
| ------ | ---- | ---- | ---- | ---- | ---- | ---- | ---- | ---- | ---- | ----- | ---- |
| القرية | 870  | 1601 | 1666 | 1325 | 1577 | 2210 | 2929 | 3828 | 4393 | 5,116 | 7411 |